# Trihidròxid clorur de dicoure
El trihidròxid clorur de dicoure, abans anomenat oxiclorur de coure és un compost químic amb la fórmula química Cu2Cl(OH)3. Es tracta d'una substància sòlida cristallina verdosa que es troba de manera natural en alguns jaciments de minerals, productes de la corrosió dels metalls i en alguns sistemes biològics i un dels seus usos principals és com a fungicida acceptat també en agricultura ecològica. També es fabrica industrialment. Des de 1994 se'n fabriquen milers de tones a l'any i s'incorpora com suplement nutricional en animals de la ramaderia.

## Presència en la natura
Cu2Cl(OH)3 es troba en minerals naturals en quatre formes cristallines polimòrfiques: atacamita, paratacamita, clinoatacamita, i botallackita.
La forma més comuna de Cu2Cl(OH)3 és l'atacamita, producte de l'oxidació d'altres minerals e coure, que rep el nom del desert d'Atacama de Xile on es troba i en altres llocs àrids però també en les fumaroles submarines. L'atacamita es presenta també en objectes de bronze de l'antic Egipte i Mesopotàmia. Es troba atacamiita en la mandíbula del cuc Glycera dibranchiate. L'atacamita és estable.

## Propietats
El trihidròxid clorur de dicoure es descompon per sobre dels 220 °C amb eliminació de l'àcid clorhídric. És molt estable en medis de pH neutre però en els alcalins si s'esclafa dona òxids. És virtualment insoluble en aigua i en solvents orgànics i soluble en àcids minerals donant les corresponents sals de coure, també és soluble en les solucions d'amoni, amines i EDTA.
Fàcilment, es converteix en hidròxid de coure reaccionant amb hidròxid de sodi
Cu₂(OH)₃Cl + 3 HCl → 2 CuCl₂ + 3 H₂O (eq.1)
Cu₂(OH)₃Cl + 3 NaOH → 2Cu(OH)₂ + NaCl (eq.2)

## Preparació
- Hidròlisi de CuCl₂

2CuCl₂ + 3 NaOH → Cu₂(OH)₃Cl + 3 NaCl (eq.3)
també per la següent reacció:
CuCl₂ + 3 CuO + 3 H₂O → 2 Cu₂(OH)₃Cl (eq.4)
- Producció industrial per oxidació a l'aire de Cu(I)Cl en una solució en salmorra

## Usos
Abans de l'any 1994, la producció industrial de trihidròxid clorur de dicoure es dedicava a fungicides o a producte intermedi en la producció d'altres compostos de coure. A partir d'aquesta data es va emprar també en la nutrició animal
Com a fungicida s'utilitza en la majoria dels cultius: te, fruiters, cítrics, vinya, cautxú natural, cotó, etc., contra fongs com Phytophtora i altres espargint-lo sobre les plantes. Com a pigment en vidre i ceràmica, pintures de parets, manuscrits antics. També com a cosmètic en l'antic Egipte. En pirotècnia com a agent colorant blau. Com a catalitzador en síntesi orgànica per la cloració i oxidació. Com a suplement nutricional comercial es basa en la necessitat del coure, a nivells baixos, ja que es presenta en enzims amb funcions metabòliques en la majoria dels organismes. Des de 1900 s'incorpora coure a la dieta dels animals de la ramaderia, però es feia amb altres compostos de coure com el sulfat de coure pentahidratat que donava alguns problemes de reaccions indesitjades en ambients calents i humits, per això es va substituir per l'oxiclorur de coure que és molt estable.